# دانيال هويير فيرنانديز
دانيال هويير فيرنانديز (بالألمانية: Daniel Heuer Fernandes)‏ (13 نوفمبر 1992 ببوخوم في ألمانيا - ) هو لاعب كرة قدم ألماني في مركز حراسة المرمى. شارك مع منتخب البرتغال تحت 21 سنة لكرة القدم. أما مع النوادي، فقد لعب مع بادربورن 07 ونادي بوخوم ونادي أوسنابروك وVfL Bochum II ‏.

## روابط خارجية
- دانيال هويير فيرنانديز على موقع قاعدة بيانات كرة القدم.إي يو (الإنجليزية)
- دانيال هويير فيرنانديز على موقع بيانات كرة القدم. دي إي (الألمانية)
- دانيال هويير فيرنانديز على موقع Soccerway.com (الإنجليزية)
- دانيال هويير فيرنانديز على موقع عالم كرة القدم.نت (الإنجليزية)
- دانيال هويير فيرنانديز على موقع AS.com (الإسبانية)